# 破罐子阿廖沙
《破罐子阿廖沙》（羅馬化：Alyosha Gorshok）是一九〇五年俄國作家列夫·托爾斯泰寫的一篇短篇小說。被德米特里·斯維亞托波爾克·米爾斯基譽為“一篇罕見的完美著作”。

## 外部連結
- http://www.online-literature.com/tolstoy/2729/ （页面存档备份，存于） （英文）
- http://az.lib.ru/t/tolstoj_lew_nikolaewich/text_0300.shtml （页面存档备份，存于） （俄文）